# Takydromus madaensis
Takydromus madaensis (довгохвостка мадайська) — вид ящірок родини ящіркових (Lacertidae). Ендемік В'єтнаму.

## Поширення і екологія
Мадайські довгохвостки відомі за типовим зразком, зібраним в лісі Ма-Да в провінції Донгнай на півдні В'єтнаму. Вони живуть у вторинних низинних діптерокарпових лісах.